# ميكائيل بيرتلسين
ميكائيل بيرتلسين (بالدنماركية: Mikael Bertelsen)‏ هو منتج أفلام وصحفي وممثل دانمركي، ولد في 5 أكتوبر 1967.

## وصلات خارجية
- ميكائيل بيرتلسين على موقع IMDb (الإنجليزية)
- ميكائيل بيرتلسين على موقع ألو سيني (الفرنسية)
- ميكائيل بيرتلسين على موقع أول موفي (الإنجليزية)
- ميكائيل بيرتلسين على موقع قاعدة بيانات الأفلام السويدية (السويدية)
- ميكائيل بيرتلسين على موقع قاعدة بيانات الفيلم (الإنجليزية)
- ميكائيل بيرتلسين على موقع كينوبويسك (الروسية)